# 포르노그래피

"XXX"는다고 종종 포르노 자료를 지정하는 데 사용된다.

포르노그래피(영어: pornography, 그리스어: πορνογραφία) 줄여서 포르노는 성적 자극을 목적으로 인간의 신체나 성적 행동을 명확히 묘사하는 모든 표현 양식이다. 포르노그래피는 잡지, 미술, 문학, 사진, 오디오, 영화, 애니메이션, 비디오 게임을 포함한 다양한 매체에서 제공된다.

## 어원
그리스어 포르노그래포스(pornographos), 즉 ‘매춘부에 관해 쓰여진 것’이라는 의미를 가진 단어에서 유래된 단어이다.
이 낱말은 매춘부를 뜻하는 '포르네(그리스어: πόρνη )', 쓰거나 기록하다라는 뜻의 '그라포(그리스어: γράφω)', 그리고 어떤 상태나 장소를 나타내는 어미 '-이아(그리스어: -ία)'가 붙어서 나온 현대의 그리스어 낱말 포르노그라피아(πορνογραφία)와 매우 비슷하다. 그러나 그리스에서 이 용어가 언제 처음부터 사용되었는지는 알려져 있지 않다.
1800년대에 프랑스어에서 포르노그래피(pornographie)라는 용어가 사용되었다. 이 낱말은 1857년까지 접속사로서 쓰였거나, 혹은 1842년에 프랑스어가 뉴올리언스에 도입되기 전까지 영어 어휘가 아니었다.

## 산업

### 미국
1970년, 연방 정부는 미국 내 하드코어 포르노의 연간 판매량을 1000만 달러 이하로 추산했다. 주제의 특성상 정확한 결과를 얻기는 힘드나, 2003년의 조사 결과에 따르면 미국인들은 포르노에 연간 80억에서 100억 달러를 지불하고 있다. 미국에서 제작되는 포르노 비디오 중 상당량은 산 페르난도 계곡 지역에서 촬영된다. 이 지역은 70년대 이후 성인 영화 시장에서 상당한 점유율을 차지해왔고, 많은 수의 배우와 제작사로 이루어진 수십억 달러 규모의 시장을 형성하고 있다. 흔히들 말하는 X 등급의 영화는 1985년 약 10억달러의 매출액을 올렸으며 인터넷의 발달로 인해 그 수치는 지난 2006년 86억달러를 넘어선다. 이는 미국내 3대 네트워크 방송사인 NBC, ABC, CBS의 연간매출액을 넘어서는 규모로 미국내에서 포르노 산업이 얼마나 발달했는지 쉽게 알 수 있다.

### 대한민국
대한민국에서의 포르노그래피는 법적으로 제작•업로드•공유•공중 송신•배포할 수 없으며, 포르노그래피 산업도 존재하지 않는다. 하지만 에로 영화/성인물 등의 세미 포르노그래피 산업은 엄연히 존재하고 있다. 1990년대부터 정부는 유해 사이트를 도입하여 북한 관련 사이트 및 심의받지 않은 성인물/마약/도박 등을 다루는 사이트들을 차단하고 있다. 다만 일부 사람들은 프록시 등을 통해 차단을 해제하고 들어오기도 한다.

#### 아동·청소년 음란물 소지죄
아동·청소년 음란물을 소지하고 있더라도 추상적으로 영리를 취하려는 수준이 아니라, 구체적으로 판매하거나 배포할 목적이 있다는 것이 증명돼야 하며 판매할 의사가 있었다고 인정되지 않는다면 무거운 처벌 규정을 적용할 수 없다.

### 비디오 공유
포르노그래피를 제공하는 사이트로는 폰허브, XVideos, 레드튜브 등이 존재한다. 모두 2007년에 설립되었으며 대한민국에서는 이 사이트들이 "성매매 및 음란"에 해당되기 때문에 방송통신심의위원회의 심의에 따라 차단이 되어 있지만, 프록시 등을 이용해 들어갈 수 있다.

## 연구
포르노그래피의 효과에 관한 연구는 다양한 결과와 관련되어 있다. 이러한 연구는 강간, 가정 폭력, 성기능 장애, 성적 관계에서의 어려움, 아동 성학대에 대한 잠재적인 영향을 포함한다. 소설이나 극단적인 포르노 이미지를 본 사람은 이러한 이미지에 관대해지며, 이는 성적 반응에 영향을 줄 수 있다. 오늘날, 시각적 이미지나 영상이 중독성이 있다는 증거는 없다. 일부 연구는 사회에서의 포르노그래피의 자유화는 강간 비율이나 성적 폭력 비율의 감소와 관련이 있다고 결론내리는 반면, 다른 연구에서는 아무런 영향이 없다고 하거나 결론을 내리지 못하였다.

## 법적 지위

포르노그래피(18+)법의 세계지도
포르노그래피 합법
포르노그래피는 합법적이지만, 몇 가지 제한 사항이 있음.
포르노그래피 불법
데이터 없음

포르노그래피의 법적인 지위는 나라마다 다르다. 대부분의 나라에서 적어도 몇 가지 형태의 포르노그래피는 허용된다. 일부 국가에서 소프트코어 프로노그래피는 일반적 상점에서 판매되거나 텔리비전에서 상영되기에 충분히 순화되어 있다고 판단된다. 반면에 하드코어 포르노그래피는 대부분 규제된다. 아동 포르노의 제작과 판매는 거의 모든 나라에서 불법이며, 소지조차 불법인 경우가 있다. 또한 일부 국가에서는 강간 포르노와 같이 폭력을 묘사하는 포르노그래피나 수간 포로노 또는 둘 다를 규제하는 경우도 있다.
대다수의 국가는 섹스 숍이나 우편 주문, 텔레비전 채널에 대한 이용을 제한하여 하드코어 포르노그래피에 대한 미성년자의 접근을 제한한다. 주로 포르노그래피 판매점의 입장에 연령 제한을 두거나 물건을 부분적으로 가려서 진열해야 하거나 아예 진열하지 못한다. 미성년자에게 포르노그래피를 배포하는 것은 일반적으로 불법이다. 이러한 노력의 많은 부분은 인터넷 포르노그래피를 광범위하게 이용할 수 있게 됨으로써 실질적으로 무의미게 되었다.
포르노그래피 프로듀서인 래리 플린트나 작가 살만 루슈디와 같은 사람은 포르노그래피는 자유민주주의에 필수적이라고 주장하며, 자유롭고 문명화된 사회는 포르노그래피를 수용할 의지에 의해 결정된다고 주장한다.
일반적으로 아동 포르노는 대부분의 나라에서 불법이다. 이러한 나라에서 성적인 행위를 하는 아동이 등장하는 어떠한 영화나 사진도 아동포르노그래피이자 불법영상제작물로 취급된다.
포르노그래피는 특히 동의를 받지 않은 때에 그와 관련된 사람의 기본적 인권을 침해할 수 있다. 예를 들어 리벤지 포르노는 상대방에게 불만을 품은 성적 파트너가 주로 인터넷에 친밀한 성적 행위의 이미지나 비디오를 유포하는 현상이다. 많은 국가에서 이러한 행위를 불법화하고 더 강하게 처벌하라는 요구가 있었다. 이러한 결과로 일부 법역에서는 리벤지 포르노에 대한 구체적인 법이 시행되었다.

## 불법제작물 여부 논란
미국 내에서 포르노를 어떻게 볼것인가는 꾸준한 논란거리였다. 청교도들의 이민자가 구성하기 시작한 나라라는 점을 빼놓더라도 미국내 종교, 특히 기독교 근본주의 성격의 보수적인 개신교회의 입장에서는 포르노와 같은 음란물은 불법으로 간주해야 한다고 바라본다. 반면 개인의 알권리, 혹은 성적 자유를 추구할 권리 등의 입장에서는 포르노는 불법물이 아니라는 시각이다. 미국내에서는 포르노그라피(pornography)는 일상용어로 음란물(obscenity)라는 용어는 주로 법적 용어로 사용하고 있다. 포르노의 제작은 대부분 합법물로 여겨진다. 한국과는 달리 배심원제도가 발달한 미국에서는 이들 배심원들이 이 문제의 프로그램이 음란물인지 아닌지를 판단한다.
포로노의 제작은 개인의 의사표현이라는 측면에서 보장되지만 배포는 조금 다르다. 특히 어린이들, 청소년들이 접근하지 못하도록 여러 가지 방법을 동원한다. 가령 허슬러매거진의 경우, 판매를 할 경우에는 그 앞에 코팅된 종이로 그 내용물을 알 수 없도록 하고 있으며 청소년들에게 판매는 금지된다. 물론 비디오 대여점 등에서도 청소년들에게 판매하거나 대여할 수 없다. 텔레비전의 경우에도 공중파는 물론 케이블에서도 포르노를 상영하지 않는다. 다만 유료텔레비전의 경우는 돈을 내는 사람들이 성인이라는 전제하에 포르노를 방영할 뿐이다. 미네소타와 인디애나주처럼 일부 보수적인 주에서는 포르노의 배포또한 불법으로 하는 법률을 만들었으나 수정헌법 1조에 위배된다는 대법원의 판결로 인해서 개정했다.

## 포르노의 저작권
포르노의 저작권은 미국에서도 그동안 인정되지 않는 추세였다.
그러다가 1979년 미첼브라더스 판결로 인해서 인정을 받는다. 그동안 포르노는 그 자체로 지역정서를 해친다는 이유로 저작권을 인정받지 못했으나 점차 상업적인 측면을 고려 인정하는 추세로 바뀌었다. 그러나 이는 어디까지나 지방법원의 판결이지, 미 대법원의 판결이 아니다. 여전히 미국내에서는 지역마다 서로 엇갈리는 판결도 나오고 있다. 가령 1998년 미국 뉴욕주 지방법원에서는 포르노의 저작권을 인정하지 않았다. 물론 이후 2004년 다른 판결에서는 다시 인정하는 것으로 바뀌었기 때문에 획일적으로 모든 포르노 그래피가 저작권이 인정된다고 보는 것은 무리가 있다.
하지만, 하드코어 포르노의 경우 저작권법상 보호받는 저작물에 포함되지 않을 수 있다. 대한민국에서는 음란성이 있는 사진에 대하여 대법원에서 사회 풍속에 어긋난다는 이유로 저작권을 보호할 수 없다는 판결이 1990년에 나왔다. 하드코어 포르노에 대해서는 저작물의 조건에 해당하지 않는다고 본 사건이 있다. 대한민국법에는 저작물을 인간의 사상 또는 감정을 표현한 창작물로 정의하고 있다.
2009년 9월 대한민국에서 해외 포르노 제작 업체가 해당 업체의 포르노물을 무단으로 국내에 유포한 누리꾼들을 저작권법 위반 혐의로 무더기로 고소한 사건(2011도10872)이 있었다. 그러나, 대한민국 검찰청 관계자는 “대량 고소에 따른 수사는 현행법상 불법인 포르노물 유포를 오히려 조장하는 결과를 초래할 수 있어 저작권법 위반 혐의 부분은 각하하기로 했다”며 해외 포르노 제작 업체의 소송을 기각하였다. 검찰은 또한 학술적이나 예술적인 가치가 없어 사상이나 감정을 표현한 저작물에 해당하지 않는다고 보았다. 하지만 2011년 실제 성행위만을 담은 영상이 아닌 음란 만화의 경우는 저작권을 인정하였다. 중국의 경우, 음란물 단속과 저작권 단속을 한 부처에서 담당하는데, 이들의 경우도 국제적 논란거리가 될 수 있는 저작권의 얘기대신 불법음란물을 단속하고 이에 대한 실적을 공개하는 것으로 논란을 피해가고 있다.
필리핀의 경우, 아예 외국 포르노의 저작권을 인정하지 않는다.

## 판례
- 인터넷사이트에 집단 성행위 목적의 비공개카페를 개설, 운영한 자가 남녀 회원을 모집 한 후 특별모임을 빙자하여 집단으로 성행위를 하고 그 촬영물이나 사진 등을 카페에 게시한 경우 음란물을 공연히 전시한 것에 해당한다.[24]
- 방송통신심의위원회 심의위원인 피고인이 자신의 인터넷 블로그에 위원회에서 음란정보로 의결한 ‘남성의 발기된 성기 사진’을 게시한 경우, 피고인의 게시물은 사진과 학술적, 사상적 표현 등이 결합 된 결합 표현물로서, 사진은 음란물에 해당하나 결합 표현물인 게시물을 통한 사진의 게시는 형법 제20조에 정하여진 ‘사회상규에 위배되지 아니하는 행위’에 해당한다.[25]

## 포르노그래피에 대한 관점

### 여성주의
포르노그래피에 관한 여성주의의 관점 또는 여성주의 관점에서의 포르노그래피는 여성에 대한 폭력의 형태로서 포르노그래피를 비난하는 관점부터 여성주의적 표현의 매체로서 포르노그래피의 형태를 포용하는 관점까지를 아우른다. 영어 사용 국가의 여성주의자 사이에서 포르노그래피는 여성주의에서 가장 논쟁적인 문제 중에 하나로, 포르노그래피에 대한 반포르노 여성주의자와 친섹스 여성주의자의 대립으로 발생한  여성주의 성 대립으로 2세대 여성주의가 종료하고 여성주의 운동은 분열되었다.

### 보수주의
종교적인 보수주의자들은 일반적으로 여성주의의 관점과 비슷한 양상을 띄며 대부분은 포르노그래피를 청소년들에게 유해하다고 주장하고 있다. 일부 보수적인 개신교도들은 포르노그래피가 비치료적 성관계와 낙태를 조장하며 성병에 대한 우려로 반대한다.
보수성향의 여성단체인 미국 여성염려회도 포르노그래피에 반대한다.

### 종교
대부분의 종교계는 겸손, 인간의 존엄성, 정절, 그리고 다른 미덕을 포함한 다양한 이성들의 포르노그래피를 반대하고 있다.

## 같이 보기
- 지역별 포르노그래피법
- 포르노 영화
- 포르노 배우
- 어덜트 비디오
- AV 배우
- 포르노그래피에 관한 여성주의의 관점
- 타이베이 레드 엑스포(台北國際成人展, Taipei Red Expo, TRE) - 타이완(대만)에서 매년 개최되고 있는 아시아 최대 성인엑스포
- 아시아 어덜트 엑스포(Asia Adult Expo) - 홍콩에서 개최되고 있는 성인용품 중심의 성인엑스포